# Die AIDS-Rebellen
Die AIDS-Rebellen ist ein deutscher Dokumentarfilm aus dem Jahr 1992 des deutschen Regisseurs Fritz Poppenberg. Der Film thematisiert die von AIDS-Leugnern vertretene wissenschaftlich widerlegte Ansicht, dass die Immunschwächekrankheit AIDS nicht von HI-Viren verursacht werde.
Der Film wurde von einigen Bundesländern offiziell gefördert. Die niedersächsische Landesregierung stufte den Film 1992 hingegen als „Machwerk, das in fahrlässiger Weise die Risiken der Seuche verkenne“ ein. Das Nachrichtenmagazin Der Spiegel bezeichnete die Dokumentation als „Duesberg-gläubig“.
Die Filmbewertungsstelle Wiesbaden verlieh dem Film das „Prädikat Besonders Wertvoll“. Der Film zwinge zum Nachdenken und sei „ergreifend und aufklärerisch“. Er stelle Thesen, die in den Medien „verblüffend einstimmig ignoriert“ würden, „kühl nebeneinander“.